# Tubulavirales
Tubulavirales (лат.) — порядок вирусов, поражающих прокариот. По состоянию на 2025 год, единственный таксон внутри царства Loebvirae, типа Hofneiviricota и класса Faserviricetes. Имеют нитчатые или палочковидные вирионы. Геномы представителей обладают свойствами эписом. Морфогенетический белок pI является единственным общим белком для данной группы вирусов, вследствие чего используется для классификации на уровне родов и видов. Некоторые варианты C-концевого домена белка pI представляют собой токсин Zot (zonula occludens toxin), вследствие чего у бактерий Vibrio cholerae и Campylobacter concisus, заражённых бактериофагами, наблюдается повышение вирулентности. Заражая различных бактерий, Tubulavirales могут способствовать повышению их адгезии, стимулировать выработку внеклеточных полисахаридов и увеличивать дёргающуюся подвижность, ассоциированную с клеточной инвазией. 
Природные бактериофаги рода Inovirus, паразитирующие на Pseudomonas aeruginosa, поглощаются клетками иммунной системы человека и производят в них собственную мРНК. Это приводит к нарушению иммунного ответа на бактерию и препятствует очищению очага инфекции, тем самым определяя непосредственную патогенность бактериофага. 
Анализ 57 тысяч геномов прокариот показал, что в псевдолизогенном состоянии геномы бактериофагов порядка Tubulavirales чаще всего встречаются в виде одиночных последовательностей. Напротив, их профаги нередко могут быть найдены вместе с профагами Caudoviricetes. Все известные представители порядка, способные заражать грамположительных бактерий, относятся к семейству Paulinoviridae. 

## Классификация
В состав порядка входят два семейства нитчатых и одно семейство палочковидных бактериофагов.
- Порядок Tubulavirales
  - Семейство Inoviridae — нитчатые бактериофаги
  - Семейство Paulinoviridae — нитчатые бактериофаги[8]
  - Семейство Plectroviridae — палочковидные бактериофаги